# Jalaid Qi
Jalaid Qi (chorągiew Jalaid, Dżalajid Choszuu; chiń. 扎赉特旗; pinyin: Zālàitè Qí) – chorągiew w północno-wschodnich Chinach, w regionie autonomicznym Mongolia Wewnętrzna, w związku Hinggan. W 1999 roku liczyła 390 001 mieszkańców.